# دراهلتشیتسه
دراهلتشیتسه (به چکی: Drahelčice) یک منطقهٔ مسکونی در جمهوری چک است که در ناحیه پراگ-غرب واقع شده‌است. دراهلتشیتسه ۴٫۷۷ کیلومتر مربع مساحت و ۵۰۳ نفر جمعیت دارد و ۳۶۷ متر بالاتر از سطح دریا واقع شده‌است.